# 世界ボクシング評議会ムエタイ・女子インターナショナルチャレンジ勝者一覧
世界ボクシング評議会ムエタイ・女子インターナショナルチャレンジ勝者一覧（せかいボクシングひょうぎかいムエタイじょしインターナショナルチャレンジしょうしゃいちらん）はプロボクシングの世界王座認定団体「世界ボクシング評議会」（WBC）のムエタイ部門（WBCムエタイ）が認定する女子インターナショナルチャレンジ試合の勝者の一覧表である。
インターナショナルチャレンジは王者決定戦に認定出来ない選手間で戦われる試合であり、王座ではない。また、「インターナショナル王座」とも別物である。但し、試合の勝者には記念品としてベルトが授与される。

## スーパーフライ級
| 1 | グレイス・アン・スパイサー | 2014年11月8日 |
| イギリス・イングランド・ウェスト・サセックスの「コプトーン・ホテル・エフィンガム」で行われた「Muaythai Mayhem」において、アリアナ・サントス（ ポルトガル）を5R判定3-0で下した。 |                            |               |

## スーパーバンタム級
| | サイファー・S・スパラット | 2015年5月8日 |
| タイ王国チェンマイ県チェンダーオで、テレサ・ヴィンテルマイヤー（ スウェーデン）を5R判定3-0（49-47/50-47/49-47）で下した。 |                           |              |